# Mary Morgan-Grenville, 11. Lady Kinloss
Mary Morgan-Grenville, 11. Lady Kinloss CI (geborene Temple-Nugent-Brydges-Chandos-Grenville, * 30. September 1852; † 7. Oktober 1944) war eine britische Peeress.

## Leben
Sie war die älteste der drei Töchter des Richard Temple-Nugent-Brydges-Chandos-Grenville, 3. Duke of Buckingham and Chandos (1823–1889) ais dessen erster Ehe mit Caroline Harvey († 1874). Als Tochter eines Duke führte sie ab 1861 das Höflichkeitsprädikat Lady.
Während ihr Vater von 1875 bis 1880 Gouverneur der Präsidentschaft Madras in Britisch-Indien war, führte sie zusammen mit ihren beiden Schwestern den Haushalt ihres verwitweten Vaters in Madras. In dieser Zeit wurde sie 1878 als Companion des Order of the Crown of India (CI) ausgezeichnet.
Am 4. November 1884 heiratete sie Luis Ferdinand Harry Courthorpe Morgan (1861–1896), Gutsherr von Biddlesden Park in Buckinghamshire. Dieser war Major im York and Lancaster Regiment der British Army.
Da sie keine Brüder hatte, erbte sie beim Tod ihres Vaters am 26. März 1889 dessen nachgeordneten und auch in weiblicher Linie vererbbaren schottischen Adelstitel als 11. Lady Kinloss. Zudem erbte sie von ihrem Vater wesentliche Ländereien. Sie und ihr Gatte änderten daraufhin mit königlicher Lizenz vom 6. Dezember 1890 ihren Familiennamen von „Morgan“ zu „Morgan-Grenville“.
Aus ihrer Ehe hatte sie fünf Söhne und eine Tochter:
- Hon. Caroline Mary Elizabeth Grenville (1886–1972), ⚭ 1909 Thomas Close Smith († 1946), Major der British Army;
- Richard George Grenville, Master of Kinloss (1887–⚔ 1914), Captain der British Army;
- Rev. Luis Chandos Francis Temple Morgan-Grenville, Master of Kinloss (1889–1944), anglikanischer Curate der Holy-Sepulchre-Kirche in Northampton, ⚭ 1921 Katherine Beatrice MacKenzie Jackman († 1960);
- Hon. Thomas George Breadalbane Grenville (1891–1965), Lieutenant-Colonel der British Army, ⚭ 1916 Georgina St John Murphy († 1973);
- Hon. Robert William Grenville (1892–1988), Captain der British Army, ⚭ (1) 1915 Irene Alice Gertrude Harvey († 1916), ⚭ (2) 1922 Elizabeth Hope Bine Renshaw († 1969);
- Hon. Harry Nugent Grenville (1896–1979), Captain der British Army, ⚭ 1921 Mary Murray († 1981).

Da ihr erster Sohn kinderlos 1914 im Ersten Weltkrieg gefallen war und sie auch ihren zweiten Sohn um zehn Wochen überlebte, fiel ihr Adelstitel bei ihrem Tod, im Oktober 1944, an die älteste Tochter des Letzteren, Mary Morgan-Grenville (1922–2012) als 12. Lady Kinloss.